# OK Tisaren
OK Tisaren bedriver orientering, skidorientering, mountainbikeorientering, precisionsorientering, orienteringsskytte och friidrott.. Föreningen bildades 16 december 1982 som en tävlingsallians mellan Kumla OK och Hallsbergs OK. Kumla OK bildades i sig 1948 och Hallsbergs OK bildades 1956.
Medlemmarna är framförallt ifrån Kumla och Hallsberg men även löpare från andra länder representerar klubben. Under de senaste 40 åren har löpare från Schweiz (Matthias Merz 2002-2005, 2012Matthias Kyburz  2007-2016, Simone Niggli 2011-2013), Ryssland, England och Tjeckien tävlat i Norden för OK Tisaren.